# Sopwith Two-Seat Scout
El Sopwith Two-Seat Scout (o Type 880) fue un biplano explorador antizepelín británico de la década de 1910, diseñado y construido para el Almirantazgo por la Sopwith Aviation Company. Fue apodado Spinning Jenny debido a su tendencia a entrar en barrena.

## Diseño y desarrollo
Volado por primera vez en noviembre de 1914, el Two-Seat Scout se desarrolló a partir del hidroavión 1914 Circuit of Britain. Era un biplano sin decalaje de dos vanos, con alas de igual envergadura, alerones instalados en las cuatro alas y un plano de cola arriostrado, con un solo timón. Tenía un tren de aterrizaje fijo con patín trasero con un tren principal de tipo eje transversal con ruedas gemelas montadas sobre patas en V debajo del fuselaje. Estaba propulsado por un motor rotativo Gnome Monosoupape de 75 kW (100 hp) montado en el morro que accionaba una hélice bipala. Poseía dos cabinas abiertas en tándem y podía transportar pequeñas bombas debajo del fuselaje.

## Operadores
Reino Unido
- Real Servicio Aéreo Naval

## Especificaciones
Referencia datos: Mason

### Características generales
- Tripulación: Dos (piloto y observador)
- Longitud: 8,4 m (27,5 ft)
- Envergadura: 11,1 m (36,5 ft)
- Altura: 2,6 m (8,7 ft)
- Superficie alar: 41 m² (441,3 ft²)
- Peso vacío: 526 kg (1159,3 lb)
- Peso cargado: 816 kg (1798,5 lb)
- Planta motriz: 1× motor rotativo de 9 cilindros refrigerado por aire Gnome Monosoupape.
  - Potencia: 75 kW (103 HP; 102 CV)
- Hélices: Bipala de paso fijo

### Rendimiento
- Velocidad máxima operativa (Vno): 111 km/h (69 MPH; 60 kt) a nivel del mar
- Alcance: 3 h 30 min
- Techo de vuelo: 914 m (2999 ft)
- Tiempo a altitud: 20 min para 914 m (3000 pies)